# Ugo Ojetti
Ugo Ojetti, född 15 juli 1871, död 1 januari 1946, var en italiensk författare.
Ojettis utgav en mängd skickligt utformade romaner, bland vilka främst märks Mio figlio ferroviere (1922), som är en skildring av tiden efter första världskriget. Andra verk är Cose viste (4 band, 1923–1928) som är en samling korta skisser, på en gång noveller, kåserier och essayer, som innehåller ett kaleidoskop av samtida människor och konst. En direkt konstanalys ges i Ritratti d'artisti italiani (2 band, 1911–1923), Tintoretto (1928), Bello e brutto (1930) med flera. Han utgav 1929–1933 den litterära tidskriften Pegaso, från 1934 ersatt av Pan.